# Chrząszcze drapieżne
Chrząszcze drapieżne (Adephaga) – drugi pod względem liczebności podrząd chrząszczy (Coleoptera). Obejmuje około 40 tys. gatunków, z czego 672 odnotowano w Polsce.
Przedstawiciele Adephaga występują w różnych środowiskach. Większość prowadzi drapieżniczy tryb życia. Odżywiają się owadami, pierścienicami i ślimakami. Tylko nieliczne przeszły wtórnie na pokarm roślinny.
Ciało dorosłych osobników jest zwykle wydłużone, grzbiet wypukły. Zazwyczaj mają dobrze zaznaczone szwy notopleuralne na spodniej stronie przedplecza. Tylne skrzydła niektórych Adephaga są zredukowane, zachowują jednak przynajmniej kilka żyłek poprzecznych.

## Rodziny
- Amphizoidae
- Aspidytidae
- Carabidae – biegaczowate
- Dytiscidae – pływakowate
- Gyrinidae – krętakowate
- Haliplidae – flisakowate
- Hygrobiidae – mokrzelicowate
- Meruidae
- Noteridae
- Rhysodidae – zagłębkowate
- Trachypachidae

oraz kilka rodzin wymarłych.